# Fiona Shaw
Fiona Shaw, född 10 juli 1958 i Cork, Irland, är en irländsk skådespelerska. Hon är bland annat känd för rollen som Harry Potters moster Petunia Dursley i Harry Potter-filmerna och Mrs Nugnet i The Butcher Boy. Hon spelar även häxan Marnie Stonebrook i säsong 4 av True Blood.

## Filmografi (i urval)
- 1989 – Min vänstra fot
- 1990 – Tre män och en liten tjej
- 1993 – Super Mario Bros.
- 1997 – The Butcher Boy
- 2001 – Harry Potter och de vises sten
- 2002 – Harry Potter och Hemligheternas kammare
- 2004 – Harry Potter och fången från Azkaban
- 2007 – Harry Potter och Fenixorden
- 2010 – Harry Potter och dödsrelikerna – Del 1
- 2011 – True Blood (TV-serie)
- 2013 – The English Teacher
- 2015 – Pixels
- 2018–2022 – Killing Eve (TV-serie)
- 2019 – Fleabag (TV-serie)
- 2020 – Enola Holmes
- 2022 – Andor (TV-serie)
- 2025 – Echo Valley
- 2025 – Hot Milk

## Utmärkelser
- Drama Desk Award for Outstanding One-Person Show, för Det öde landet,  1997
- Theatre World Award,  1997[3]
- British Academy Television Award för bästa kvinnliga biroll, för Killing Eve,  2019
- Laurence Olivier Award
- Kommendör av 2 klass av Brittiska imperieorden
- Evening Standard Theatre Award för bästa kvinnliga skådespelare

[Redigera Wikidata]